# 兴龙街道
兴龙街道，是中华人民共和国广西壮族自治区梧州市长洲区下辖的一个乡镇级行政单位。

## 行政区划
兴龙街道下辖以下地区：
两广社区、新兴村和平浪村。